# Dean Smith (velocista)
Finis Dean Smith (Breckenridge, 15 gennaio 1932 – Breckenridge, 24 giugno 2023) è stato un velocista, stuntman e attore statunitense, campione olimpico della staffetta 4×100 metri ai Giochi olimpici di Helsinki 1952.

## Biografia

### Carriera sportiva
Nel 1952 vinse i campionati dell'Amateur Athletic Union nei 100 metri piani. Nel 1952 prese parte ai Giochi olimpici di Helsinki classificandosi quarto nei 100 metri piani e conquistando la medaglia d'oro nella staffetta 4×100 metri con Harrison Dillard, Lindy Remigino e Andy Stanfield.
Dopo essersi laureato presso l'Università del Texas ad Austin, Smith iniziò a giocare da professionista a football americano nei Los Angeles Rams e successivamente nei Pittsburgh Steelers, ma non arrivò mai a giocare una partita di campionato.

### Carriera cinematografica
Dopo il ritiro dalla scena sportiva, Smith iniziò a lavorare come cowboy nei rodei e come stuntman in diversi film western tra i quali La battaglia di Alamo, I comanceros, La conquista del West, McLintock!, Rio Conchos, Il grande Jake, El Dorado, Non stuzzicate i cowboys che dormono, Mackintosh and T.J. e La morte arriva con la valigia bianca. Lavorò anche in numerose serie televisive western quali Tales of Wells Fargo, Maverick, Gunsmoke, Lawman, Have Gun - Will Travel, Iron Horse e Walker Texas Ranger.
Dean Smith è inserito nella Stuntman's Hall of Fame e nel 1998 ha ricevuto il Golden Boot Award. È morto nel 2023, all'età di 91 anni.

## Palmarès
| Anno | Manifestazione  | Sede     | Evento      | Risultato | Prestazione | Note |
| ---- | --------------- | -------- | ----------- | --------- | ----------- | ---- |
| 1952 | Giochi olimpici | Helsinki | 100 m piani | 4º        | 10"4        |      |
| 1952 | Giochi olimpici | Helsinki | 4×100 m     | Oro       | 40"1        |      |

## Filmografia parziale

### Attore

#### Cinema
- El Dorado, regia di Howard Hawks (1966)
- Rio Lobo, regia di Howard Hawks (1970)
- Il grande Jake (Big Jake), regia di George Sherman (1971)
- Nessuna pietà per Ulzana (Ulzana's Raid), regia di Robert Aldrich (1972)
- Sugarland Express (The Sugarland Express), regia di Steven Spielberg (1974)

#### Televisione
- Tales of Wells Fargo – serie TV, 7 episodi (1960-1962)
- Corruptors (Target: The Corruptors) – serie TV, episodio 1x28 (1962)
- Sulle strade della California (Police Story) – serie TV, episodio 2x07 (1974)